# Helgalunden

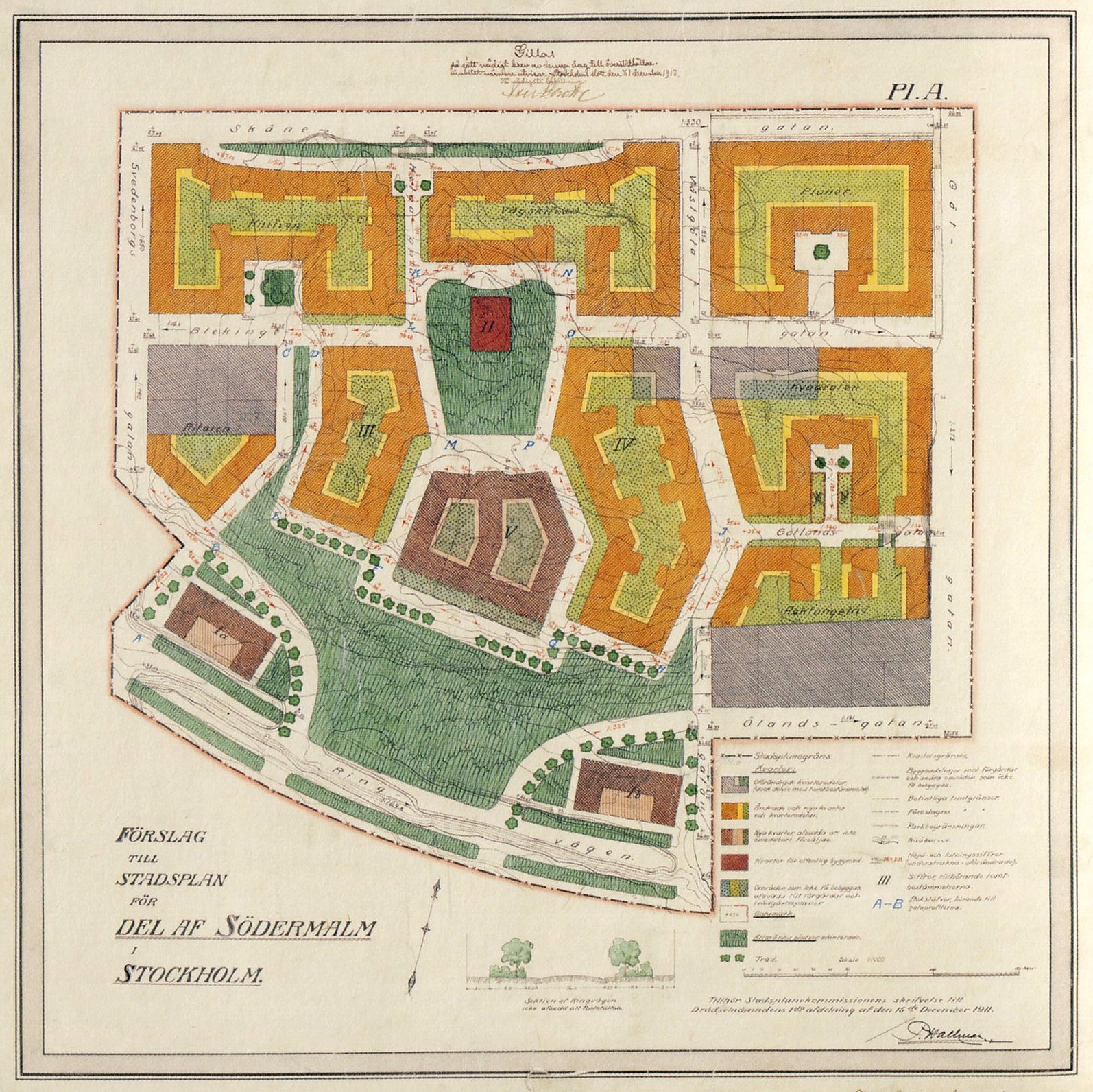
Per Olof Hallmans stadsplan från 1913.

Helgalunden är ett informellt område nära Skanstull på Södermalm i Stockholm. 

## Historik

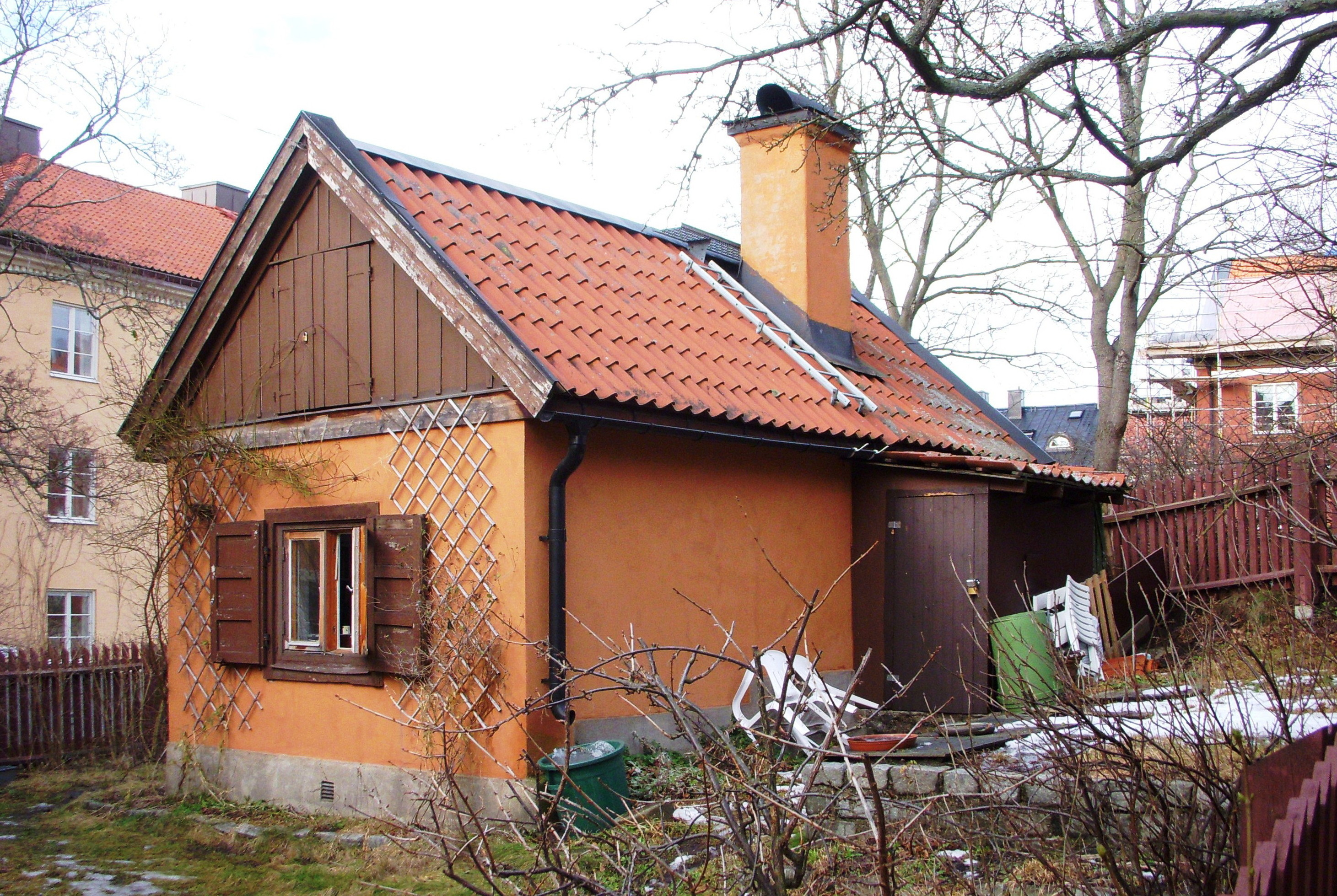
Mjölnarens stuga, 2012.

Helgalunden har fått sitt namn efter kvarnägaren Helge Helgesson och väderkvarnen Helgan (Häljan) som fanns här på Tjurberget i slutet av 1600-talet. En rest från den tiden är mjölnarens stuga som ligger kvar i parkens västra del. Parken anlades med början 1910. 
Då kvarnen revs 1906 uppfördes Helgalundskapellet, som 1918 ersattes av Allhelgonakyrkan. Allhelgonakyrkan är uppförd i nationalromantisk stil efter ritningar av arkitekt Joel Norborg och är unik bland Stockholms innerstadskyrkor genom att vara byggd i trä för att efterlikna äldre tiders landsortskyrkor. Fasaderna är mörktjärade och kyrkan är orienterad i nord-sydriktning. Stadsplanen för Helgalunden ritades 1913 av Per Olof Hallman och bearbetades 1928 av Paul Hedqvist. Albert Lindhagens ursprungliga rätvinkliga plan gick inte att tillämpa i praktiken för området kring Tjurberget. Hallman ändrade planen med svängda gator och vägar anpassade till Ringvägens sträckning och till den befintliga topografin.
Runt parkområdet uppförde HSB på 1920-talet bostadshus i Kvarteret Metern, med små men moderna och välutrustade lägenheter för arbetare och lägre medelklass. Anläggningen som innehåller 250 en- och tvårumslägenheter slutar sig om en innergård. Arkitekter var Sven Wallander och Sigurd Westholm och de gestaltade fasaderna i en lätt antikinspirerad stil, som var mode vid denna tid. 
I området finns också en skolbyggnad i funktionalistisk arkitektur. Den ritades 1930 av arkitekterna Paul Hedqvist och dennes kollega David Dahl. Skolan hette ursprungligen Katarina realskola och inrymde fram till sommaren 2008 Teaterhögskolan i Stockholm. Nuvarande (2012) hyresgäst är Internationella Engelska Gymnasiet Södermalm (IEGS).

## Bilder

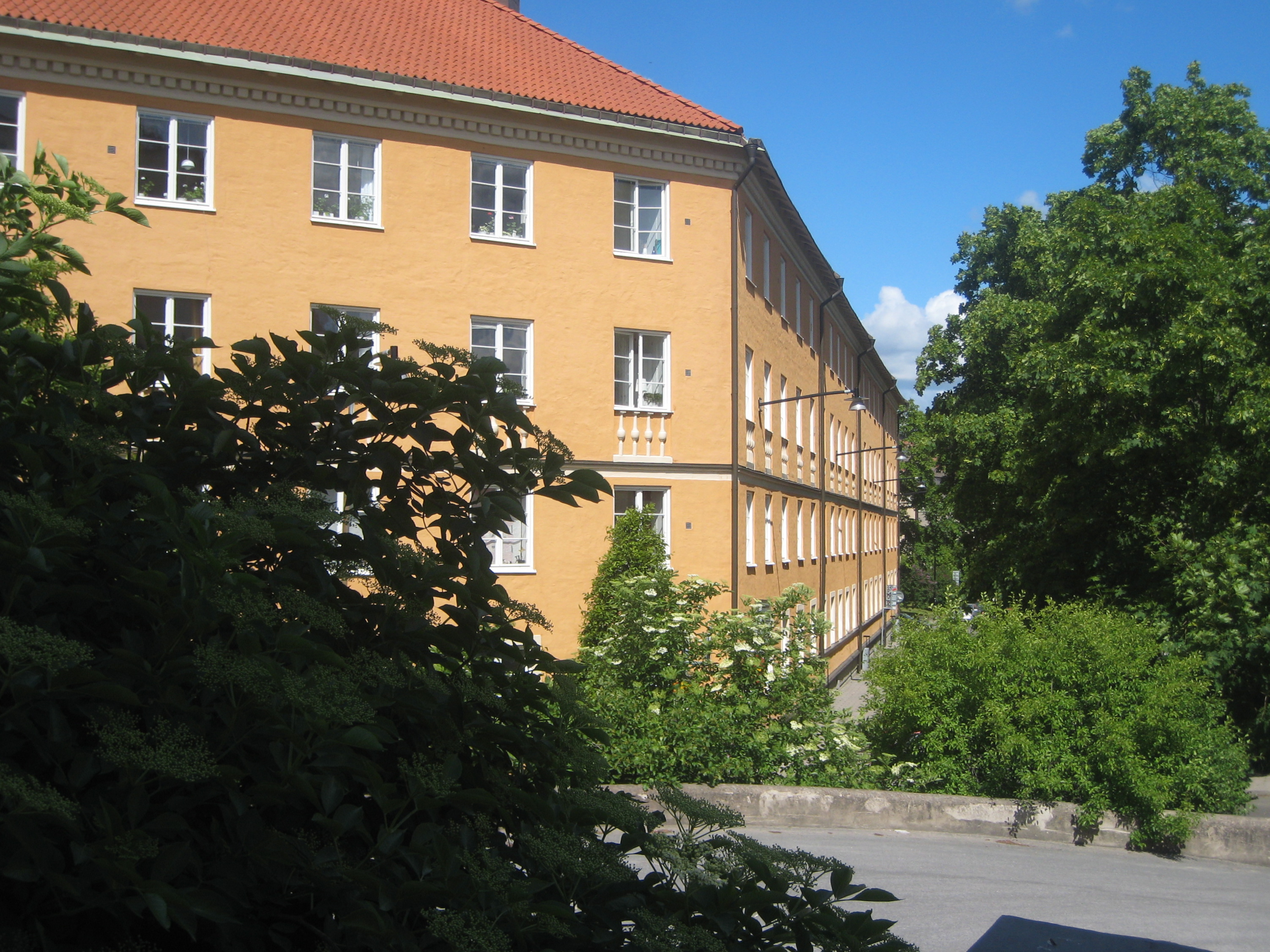
Kvarteret Metern
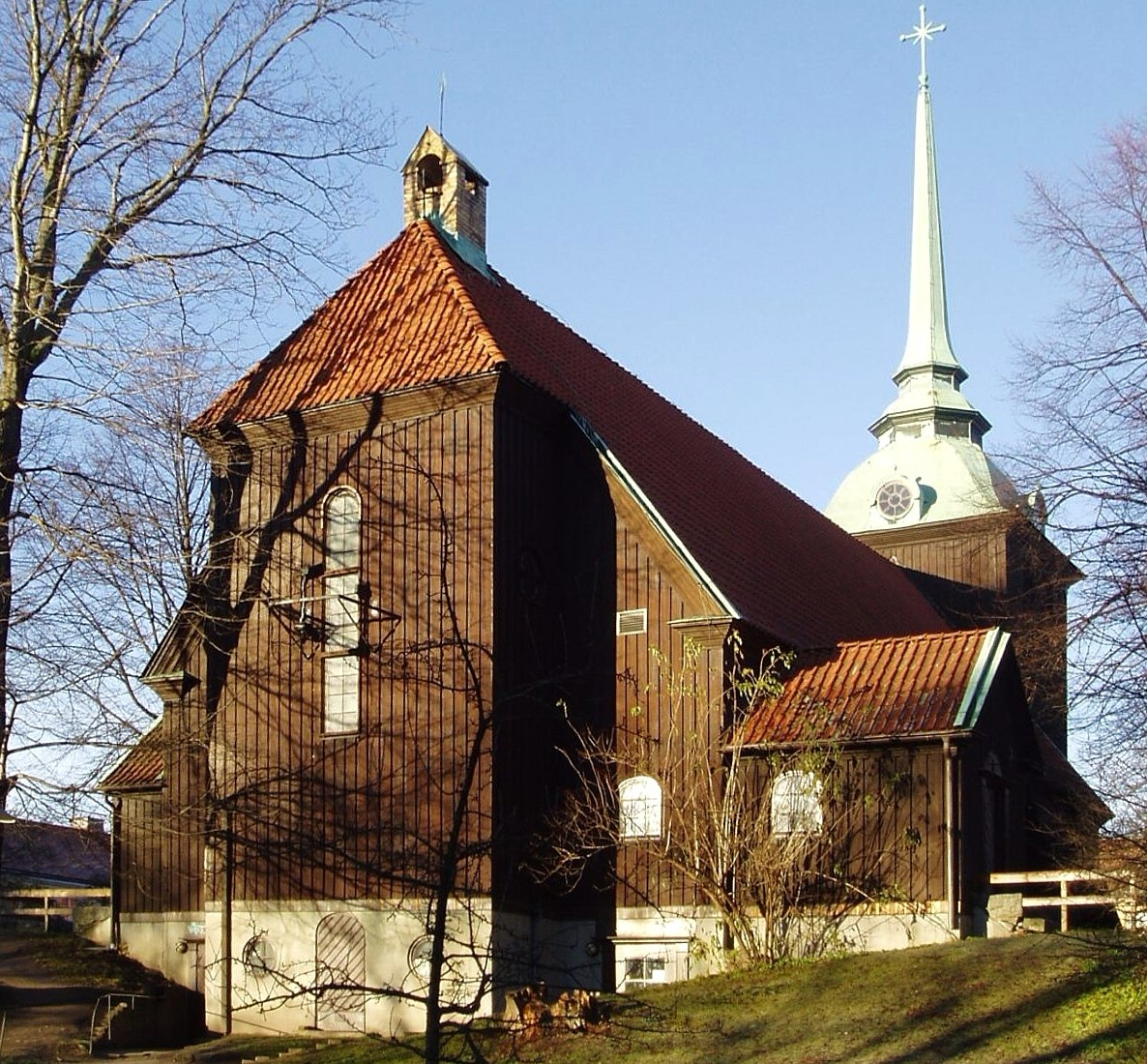
Allhelgonakyrkan
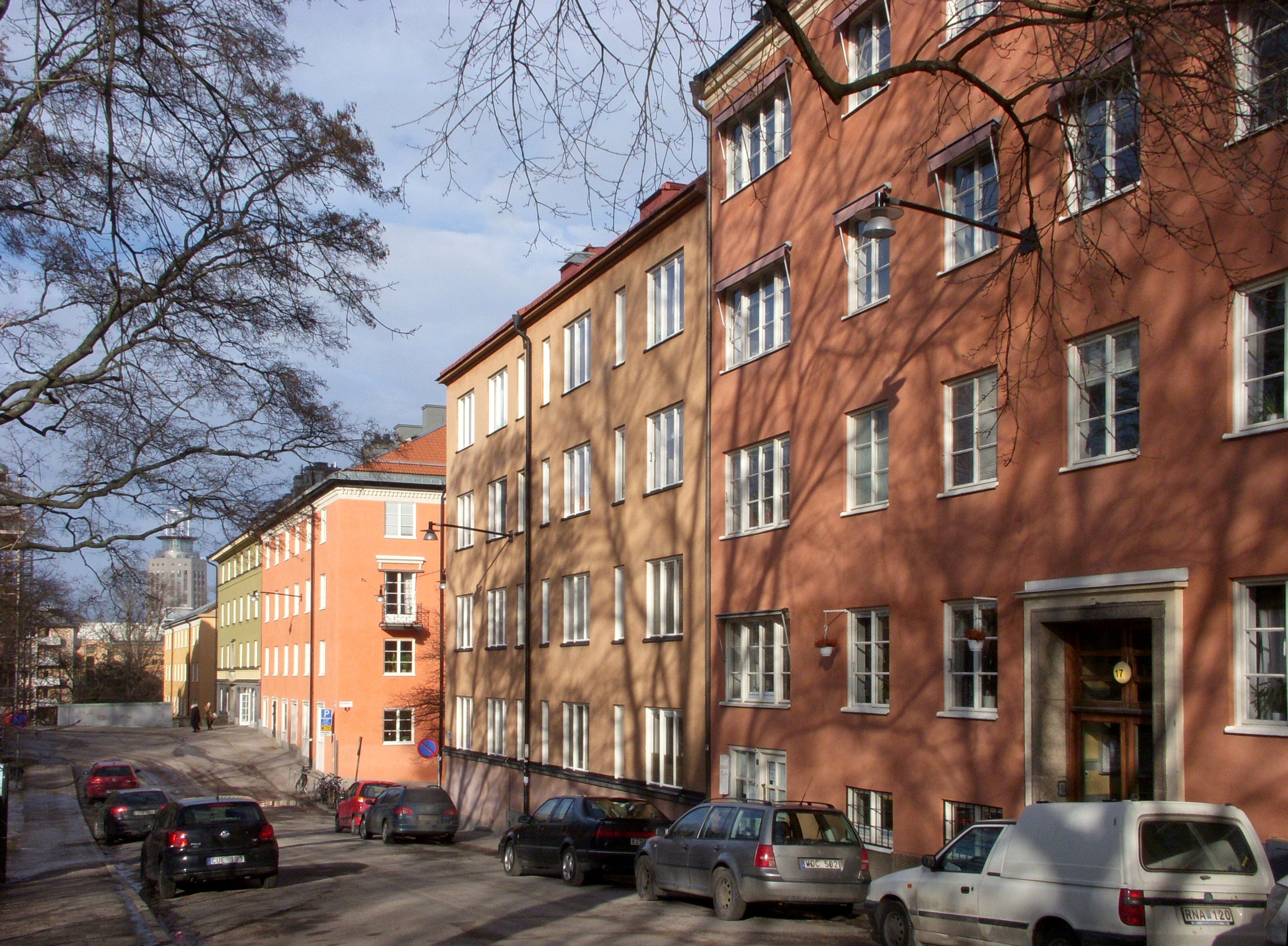
Kvarteren Kvadern och Vågskivan
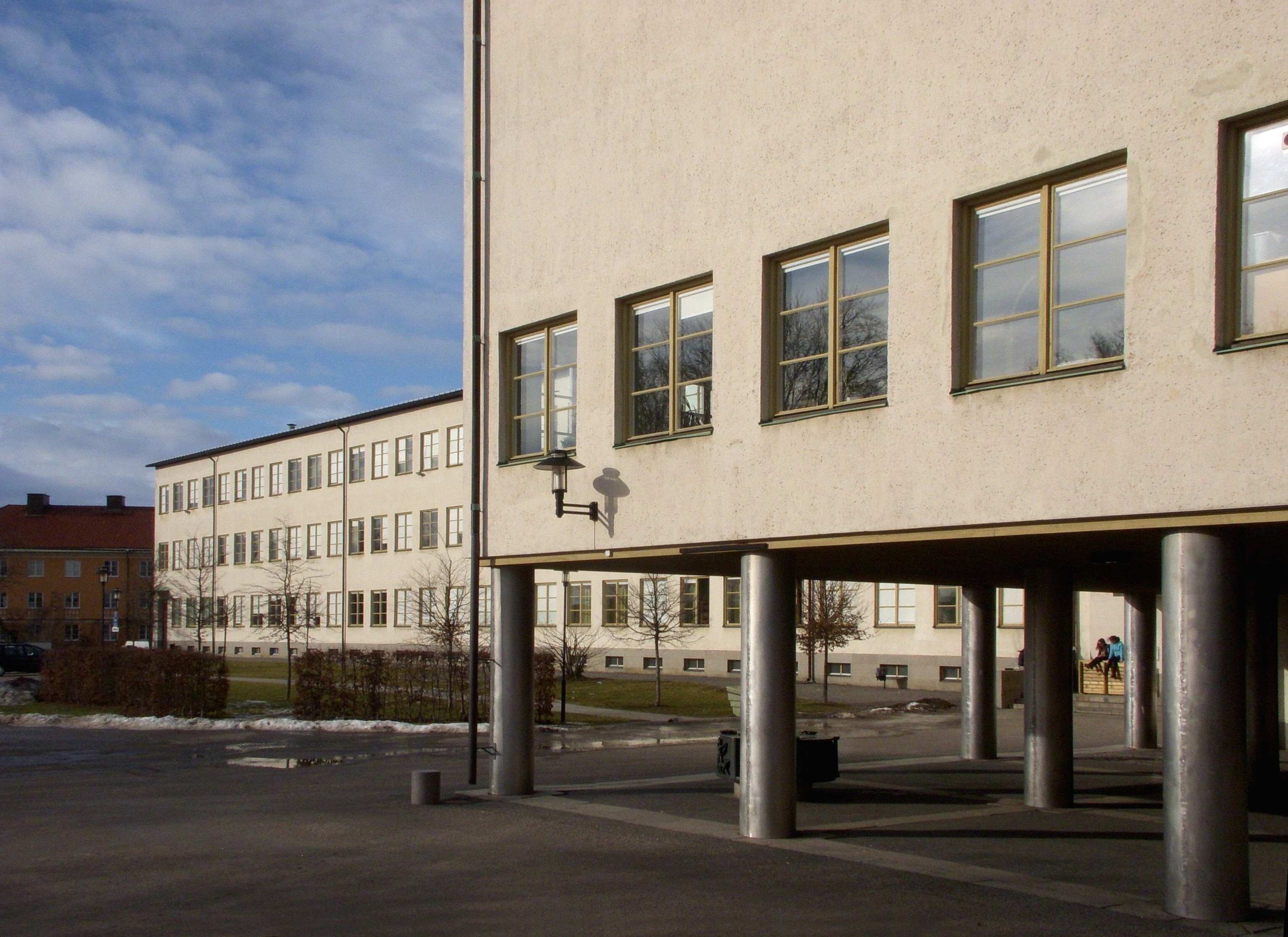
Katarina realskola

## Liknande områden i Stockholm
- Blecktornsområdet
- Lärkstaden
- Röda bergen
- Kvarteren Motorn och Vingen